# 듀란 듀란
듀란 듀란(Duran Duran)은 1978년 버밍엄에서 가수 스티븐 더피, 키보디스트 닉 로즈, 기타리스트 겸 베이시스트 존 테일러가 결성한 영국 팝 록 밴드이다. 몇 차례의 초기 변화 끝에 1980년 5월 로즈, 테일러, 가수 사이먼 르 봉, 기타리스트 앤디 테일러, 드러머 로저 테일러로 밴드의 라인업이 정착했다.
뉴 로맨틱 신의 멤버로 부상한 듀란 듀란은 1980년대 MTV가 주도한 미국의 제2차 영국 침공에서 뮤직비디오의 혁신가이자 선도적인 밴드였다. 1984년까지 이 밴드는 비틀즈매니아와 비슷한 수준의 명성을 얻었다. 이 밴드의 첫 번째 주요 히트곡은 자작곡 데뷔 앨범인 "Girls on Film"(1981)이었으며, 논란의 여지가 있는 뮤직비디오로 그 인기가 높아졌다. 이 밴드의 획기적인 두 번째 앨범은 전 세계적으로 히트한 리오(1982)였다. "헝그리 라이크 더 울프"와 "리오"라는 곡은 호주 영화 제작자 러셀 멀카히가 감독한 시네마틱 뮤직 비디오를 선보이며 가장 큰 히트곡 중 두 곡이 되었다. 세 번째 앨범인 세븐과 래깅 타이거는 유일한 영국 1위 앨범이 되었고 미국과 영국 1위 싱글 "The Reflex"를 피처링했다. 1985년에는 같은 제목의 제임스 본드 영화 사운드트랙에 수록된 싱글 "A View to a Kill"로 미국 차트 1위를 차지했다.
앤디 테일러와 로저 테일러는 모두 톱 10 타이틀 곡을 발표한 네 번째 앨범 '노미스트'(1986)의 녹음 전에 밴드를 떠났다. 르 봉, 로즈, 존 테일러는 처음에는 핵심 트리오로 활동하다가 1989년 드러머 스털링 캠벨과 전 실종자 기타리스트 워렌 쿠쿠룰로를 정식 멤버로 영입했지만 캠벨은 1991년에 탈퇴했다. 이 밴드는 1980년대 후반과 1990년대 초반에 앨범과 싱글을 발표하며 중간 정도의 성공을 거두었다. 1993년 발매된 듀란 듀란(흔히 웨딩 앨범이라고 함)의 컴백 앨범에는 두 곡의 세계 톱 10 히트곡 "Ordinary World"와 "Come Unbound"가 수록되었다. 존 테일러는 4년 후인 1997년에 밴드를 떠났지만, 2001년에는 르 봉, 로즈, 세 명의 테일러가 모두 1980~1985년에 선보인 클래식한 라인업의 완전한 재결합으로 영국에서 3위, 그 외 여러 나라에서 톱 40에 오른 2004년 앨범 Astronaut가 다수의 성공적인 콘서트 투어를 이끌었다. 이 앨범의 리드 싱글 "Reach Up For The Sunrise"는 전 세계적인 댄스 히트곡이었으며 영국에서는 5위에 올랐다. 앤디 테일러는 2006년에 다시 탈퇴했고, 밴드는 5장의 앨범을 추가로 발매했으며, 가장 최근 앨범은 2023년에 댄스 마카브레를 발표했다.
빌보드에 따르면 듀란 듀란은 1억 장 이상의 음반을 판매했다. 이들은 영국 싱글 차트에서 30개의 톱 40 싱글(이 중 14개는 톱 10)과 미국 빌보드 핫 100에서 21개의 톱 40 싱글을 달성했다. 이 밴드는 경력 내내 수많은 상을 수상했다: 2004년 음악 부문 우수 공헌상을 포함한 두 개의 브릿 어워드, 두 개의 그래미 어워드, 평생 공로상을 포함한 MTV 비디오 뮤직 어워드, MTV 유럽 뮤직 어워드의 비디오 비저너리 어워드 등입니다. 또한 할리우드 명예의 전당에도 별이 수여되었다.

## 밴드의 역사

### 1978 ~ 1980년: 결성 및 초기 활동
버밍엄 아트 스쿨의 학생 존 테일러와 닉 로즈는 1978년에 이 그룹을 결성하였다. 이 무렵 존과 닉은 버밍엄의 럼 러너 나이트클럽(Rum Runner nightclub)에서 밴드가 되길 원하였다. 그들은 로제 바딤 감독의 공상과학 영화 〈바바렐라〉(1968)에 나오는 악역 인물 "Dr. Durand Durand"의 이름을 따서 그룹의 이름을 명하였다.
"자네 '듀란 듀란'이라는 젊은 과학자에 대해 들어본 적 있나?" -바바렐라(1968) 中

밴드의 첫 싱어는 스티븐 더피(Steven Duffy)였다. 후에 사이먼 콜리(Simon Colley)가 첫 베이시스트로서 밴드에 가입하게 되었고 존은 그 시점에서 일렉트로닉 기타를 연주하였다. 이는 밴드의 첫 라인업이지만, 콜리가 떠나면서 뉴캐슬 출신의 기타리스트 앤디 테일러가 들어왔다. 1979년 더피가 그룹을 떠나고, 그들은 댄스 음악에 흥미를 가진 드러머 로저 테일러를 만나 영입시켰다. 로저는 그 이전에 관객으로서 듀란듀란이 공연하는 걸 본 적이 있었는데 (그의 말을 빌리자면) 어쩌다 듀란듀란과 같이 해보라는 이야기를 전해 듣게 되었다. 존 테일러는 이때 정식 베이시스트가 되었고, 1980년 5월 버밍엄 대학교 연극과 학생 사이먼 르 봉이 리드 보컬로 들어왔다. 그는 럼 러너 클럽에서 일하였던 전 여자 친구 피오나의 소개로 보컬 오디션을 보게 되었다.
클럽의 소유자 폴과 마이클 베로우 형제(brothers Paul and Michael Barrow)는 밴드의 매니저가 되었고, 밴드가 연습하지 않을 때에는 클럽의 여러 일을 하도록 도와주었다. 1980년에 그룹은 2개의 비디오 테이프를 녹음하였고, 버밍엄과 런던을 오고가며 클럽에서 상연하였다.

### 1980 ~ 1982년: 데뷔 앨범 'Duran Duran'
이들은 EMI와 계약을 맺고, 1981년 첫 앨범 《Duran Duran》을 발표하였다. 첫 싱글 "Planet Earth"는 영국차트 20에서 12위를 차지하였다. 다음 곡 "Careless Memories"가 37위에 진입한 후 세 번째 싱글 "Girls On Films"는 수많은 관심을 끌어들였다. 이 곡은 뮤직 비디오가 촬영되기 전 영국 차트에서 5위권에 올랐다. Girls On Film의 뮤직비디오는 MTV의 미국 진출 2주 전에 촬영되었는데, 영국에서 BBC에 의해 금지되고, MTV에서도 방송금지되며 미국 최초로 선정성에 의해 방송을 금지당한 뮤직비디오가 되었다. 현재 듀란듀란의 유튜브 채널에 게시된 것은 온에어를 위한 검열본이다.
1982년 두 번째 앨범 《Rio》를 발표하였으며, 이 앨범에는 "My Own Way", "Hungry Like The Wolf", "Save A Prayer"와 타이틀곡 "Rio" 등이 수록되어 있다. 이 앨범부터 듀란 듀란은 미국 시장까지 인기를 끌기 시작했고, 그들은 오스트레일리아, 일본, 미국 투어를 진행했다. 다이애나 황태자비는 듀란 듀란을 자신의 제일 좋아하는 그룹으로 선언하였다.
Rio 앨범 수록곡들의 뮤직비디오를 촬영하는 데는 사건 사고가 꽤 많았다. Rio에서는 존이 앤디를 바다로 집어던지는가 하면 (존: 음 사실 그 장면에서 앤디는 앞으로 자기가 떨어질 줄도 모르고 있었습니다. 근데 제가 보트 밖으로 그냥 던져버렸죠. 뭐 계획에 없던 일이기도 했지만, 걔 엄청 화나 있더라고요...) 사이먼은 전화기 씬에서 기술적 문제가 발생해 바다에 빠진 채 나오지 못하고 익사할 위기에 처했다. 디렉터 러셀이 후에 "그가 폐활량이 좋아서 다행이었습니다." 라고 언급한다. 스리랑카에서의 Save a Prayer 촬영 때에는 앤디가 코끼리 비강에서 분출된 물을 뒤집어쓴 후 열대 바이러스성 질병에 걸렸다. 스리랑카의 더운 기후와, 종교적 이후로 맨발로 촬영해야 했던 멤버들이 뜨거운 돌 위에서 계속 이어지는 촬영에 지쳐 노래 가사를 립싱크 하는 대신 Fuck You, Russell! 이라고 디렉터를 욕했다는 이야기도 있다. 또한 중간의 고원 지대 장면에서는 헬리콥터가 착륙하지 못하여 닉과 사이먼이 헬리콥터에서 뛰어내려야 했다.

### 1983 ~ 1985년: "The Fab Five"
첫 앨범에 수록되었던 "Is There Something I Should Know?"가 1983년에 발표되어 영국 차트 1위, 미국 차트 4위를 차지하였다. 그 앨범의 흥행 기간 중에 닉 로즈와 사이먼 르 봉이 MTV의 게스트였다. 같은 해에 이들은 세 번째 앨범 《Seven and the Ragged Tiger》를 발표, 듀란 듀란의 3개의 앨범에서 나온 5개의 히트곡들이 미국 톱 20에 들어갔다.
그해 첫 싱글 "New Moon On Monday"는 영국 차트 9위를 차지하였고, 다음 싱글 "The Reflex"는 각각 영국에서 5주간 차트 1위, 미국에서 차트 1위로 자리매김했고 전 세계에 걸친 성공적 히트곡이 되었다. 그해 후반기에 싱글 "Union of the Snake"를 발표하고, 1984년 첫 4개월 동안 전 세계 순회 공연을 가진 후 4번째 앨범 《Arena》를 발표하였다. <Arena>의 싱글 "The Wild Boys"는 영국과 미국 모두 차트 2위를 차지하였다. Wild Boys의 뮤직 비디오(1984년 기준 110만 달러, 그러니까 현재 가치로 250만 달러, 약 25억원 가량을 들여 촬영했다)의 풍차 씬에서 기술적 문제 때문에 사이먼이 한 번 더 익사할 위기에 처해 스쿠버 다이버들을 투입해야 했다. 그가 묶인 풍차가 사이먼이 물에 반쯤 잠긴 상황에서 멈춘 것이다.
1984년 전미 투어 "Sing Blue Silver"에서 74개 도시, 약 55만 명의 관객을 상대로 공연하였다.
그해 말, 영국에서 가수들이 아프리카 난민들을 위하여 Band Aid를 결성하여 "Do They Know Christmas?"를 발표하였는데 사이먼 르 봉은 조지 마이클과 스팅 사이에서 노래를 불렀다. 공식 뮤직비디오에는 존 테일러와 닉 로즈, 앤디 테일러도 등장한다.
유명 보드게임 제작자 밀튼 브레들리가 만든 'Into The Arena'라는 이름의 Wild Boys 세계관 듀란듀란 보드게임이 1985년 출시되었다. 게임시간 약 30분, 2~4인용, 연령은 7+이다.
1985년 007 시리즈의 14번째 영화 A View To A Kill의 동명 주제가를 발표하였다. 이는 제임스 본드 영화의 오리지널 사운드트랙 중 유일하게 빌보드 차트 1위를 달성한 곡이다. 2주 연속 빌보드 1위를 달성했고, 제 43회 황금종려상 최고의 주제가상에 노미네이트되었으나 라이오넬 리치의 "Say you, Say me"(영화 '백야' 주제가 - 빌보드 4주 연속 1위)에 밀려 수상하지 못했다.
1985년 7월 13일 라이브 에이드가 열릴 때, 필라델피아에서 공연을 진행했다. 사이먼은 이후 이 공연이 자기 인생의 최악의 공연이었다고 언급했다. A View To A Kill에서는 그의 보컬 인생 최대의 실수를 내었고, 밑에서 서술할 사이드 프로젝트 시기로 인해 1년 동안 5인조로 연습해 볼 기회가 없어, 삐걱거렸다는 비판 또한 많았다. (일부 언론은 '라이브 에이드에서 벌어진 재앙'이라고 묘사했다.) 공연이 진행된 기간의 빌보드 차트 1위가 그들의 곡 A View To A Kill이었으니 정점을 찍음과 동시에 전환점이 찾아온 것이다. 이 공연을 끝으로, 이들은 2001년까지 5인조 체제로 돌아오지 못한다. 여기서 듀란 듀란의 황금기 역시 서서히 막을 내리기 시작한다.

### 1985년: 사이드 프로젝트와 라이브 에이드
사이드 프로젝트 시기에 대해 앤디 테일러는 자신의 자서전에서 이렇게 회고했다.
"듀란듀란은 이미 수개월 전에 갈라졌었습니다. 그 사실을 우리들만 몰랐던 것이지요."

이 말인즉슨, 이 무렵, 존 테일러와 앤디 테일러가 밴드를 떠나 로버트 파머와 토니 톰슨을 만나면서 펑크 록 밴드 "더 파워 스테이션"(Power Station) 그룹에서 활동을 하였고, 사이먼 르 봉("그래. 그렇다면 나 역시 한동안 항해를 해야겠군." 이라며 아카디아를 만든 장본인. 약 1년 간 앤디와의 언론싸움의 주체가 된다), 닉 로즈, 로저 테일러는 신스 팝이 주체가 되는 "아카디아"(Arcadia)를 결성하였다. 로저 테일러는 아카디아의 첫 드러머인 동시에 더 파워 스테이션의 앨범 작업 중 드럼 연주에 공헌하기도 하였다.
라이브 에이드에서 파워 스테이션 또한 무대에 올랐다. 2003년 존의 회상을 빌리자면, "사이먼과 로저, 닉이 들어왔을 때, 우리는 이미 다른 팀 같았다. 앤디와 나는 머리를 길러 미국 록커 따위의 것을 하고 있었고, 그들은 유럽의 고상한 아티스트 같은 걸 하고 있었다. 머리 스타일로 전부 알 수 있었다. ...불길함."
...멤버들이 서로 더 잘 보이려 해서 그랬을 수도 있고, 혹은 보컬 사이먼 르 봉이 무리를 해서일... (중략)특히 80년대에 그들이 갈라져 만든 더 파워 스테이션과 아카디아는 아마 1980년대 최악의 밴드였을 것이다." 밥 스탠리, <모던 팝 스토리>

이후 두 프로젝트성 짙은 밴드는 각각 한 장의 음반만을 내고 해체한다. 각각 파워 스테이션은 Some Like It Hot, 아카디아는 Election Day로 히트를 쳤다.

### 1986 ~ 1989년: 테일러/로즈/르 봉 트리오
라이브에이드와 아카디아 활동 후에, 로저 테일러는 기진으로 의한 잠시 휴식을 취하기 위하여 밴드를 떠났고(농업 종사 기간), 앤디 테일러도 솔로로 전향하여 로스앤젤레스에서 자신의 솔로 앨범 《Thunder》를 발표하였다. 그의 록 계열 싱글 Take It Easy가 히트를 쳤다.
사이먼 르 봉, 닉 로즈, 존 테일러 이렇게 3명의 듀란 듀란(당시 인터뷰에서 멤버들이 이 시기를 Fab Five에 비견해 Crucial Three라고 부르자는 제안을 한 바 있다. 하지만 보통은 존 닉 사이먼 트리오라고 지칭한다.)으로 남게 된 1986년에 그들의 프로듀서이자, 그룹 Chic의 기타리스트 나일 로저스와 드러머 스티브 페론을 기용하였다. 같은 해 9월에 뉴욕 브루클린 출신의 기타리스트 워렌 쿠쿠룰로를 영입하여, 그 다음 달 앨범 《Notorious》를 발표하였다. 해당 앨범의 타이틀곡 "Notorious"는 미국에서 2위, 영국에서 7위를 차지하였다.
1986년 DVD <Three To Get Ready>를 발매한다.
1988년에 발표한 다음 앨범 《Big Thing》에는 "I Don't Want Your Love" (미국 차트 4위), "Do You Believe In Shame?"과 "All She Wants Is" 등이 수록되어 있다.

### 1989 ~ 1991년: 다시 5인조로 활동하다
1989년 말기와 1990년 초기에 신스팝이 인기를 서서히 잃고, 힙합, 테크노 등의 장르가 선보이기 시작하였다. 이때 듀란 듀란은 워렌 쿠쿠룰로를 정식 멤버로 받아들인다.
1989년 2월 11일 첫 내한 공연을 가졌다.
1989년 말기 그들의 대표곡들을 모은 《Decade : Greatest Hits》가 발매되었다. 이때 밴드는 순회 공연 대신에 TV 쇼 등지에서만 공연을 가졌다.
1990년 정규 스튜디오 앨범 <Liberty>를 발표하였다. 싱글로는 "Serious"가 발표되었다. 이 시점부터 기타리스트 워렌 쿠쿠룰로의 영향을 받아 차츰 얼터너티브 록으로 성격이 바뀌게 된다.
1991년 초기에 스털링 캠벨이 그룹을 떠나고 만다.

### 1992 ~ 1996년: 4인조 활동 및 성급한 컴백
1993년 그룹은 《Duran Duran (The Wedding Album)》을 발표한다. 그해 발표된 싱글 "Ordinary World"는 미국에서 2위, 영국에서 6위를 차지하여 아이버 노벨로 상(Ivor Novello Award) 작사상을 수상하였다. 이후 같은 앨범에서 발매한 싱글 "Come Undone" (미국에서 7위, 영국에서 13위)을 발표한 후, 밴드와 녹음 레이블 양쪽 다 앨범의 평론 및 광고적 성공을 거두었다. 애초에 이런 음반은 안 팔릴 거라는 소속사와 비평가들의 예측을 당당히 깨고 세상에 나와 스포트라이트를 받은 것이다. 이렇게 듀란 듀란의 2차 황금기가 잠시 찾아온다. 존 테일러는 듀란 듀란 생활에 회의를 느껴 탈퇴를 선언하였지만, 앨범의 흥행을 계기로 마음을 다잡는다. 중동, 남아메리카 등지에서 가진 투어는 사이먼 르 봉이 성대로 고통을 겪은 7개월 후에 정지되었다.
1995년에는 《Thank You》 커버 앨범을 발표하여, 밴드 벨벳 언더그라운드의 루 리드, 밴드 도어스 등 다양한 아티스트의 곡을 커버하였다. 해당 앨범의 작업 기간 동안 로저 테일러가 드러머로 돌아와 Perfect Day 뮤직비디오에 등장하나, 곧 다시 결별 인사를 치른다. 앞선 앨범 Duran Duran에 못 미치는 성적을 내었으나 90년대 후반의 활동을 살펴보면 판매량이 좋은 편이었다. 그러나 2006년 Q 매거진 독자투표 '이 시대 최악의 앨범' 1위에 선정되었다.
1995년 사이먼과 이탈리아 성악가 루치아노 파바로티가 오디네리 월드를 듀엣으로 공연하였다. 사이먼이 보스니아 내전 사태 기금을 위해 파바로티가 개최한 콘서트에 초청된 것이었다.
1995년 워렌 쿠쿠룰로와 닉 로즈의 사이드 프로젝트 'TV Mania'가 결성되었다.
이후 존 테일러는 1995년 아내와 이혼한 후 1996년 B5 레코드 레이블을 공동 창시하여 그룹 섹스 피스톨즈의 기타리스트 스티브 존스 등과 함께 첫 솔로 앨범 《Feelings Are Good and Other Lies》를 녹음한다. 결국 이 시기에 그는 듀란 듀란의 탈퇴를 결심한다. 동시에 스티브 존스, 더프 멕케이건, 맷 소럼과 함께 펑크 록 밴드 뉴로틱 아웃사이더즈를 결성하고 1997년 팬들의 집회에서 탈퇴를 선언하며 듀란 듀란 생활에 마침표를 찍게 된다.

### 1997 ~ 2001년:  존 테일러의 탈퇴, 두 번째 트리오
존 테일러가 탈퇴를 선언하고 떠난 후, 사이먼 르 봉, 닉 로즈, 워렌 쿠쿠룰로 3명의 멤버들로 남게 된 듀란 듀란은 1997년 앨범 《Medazzaland》를 발표하였는데, 미국에서만 발매되고, 영국에서는 발매되지 않은 단 하나의 앨범이다. 해당 앨범에 수록된 "Electric Barbarella"는 다음 해 그들의 두 번째 컴필레이션 앨범 《GREATEST》에 수록되면서 영국에서 알려졌다. 또한 "Electric Barbarella"는 세계 최초로, 인터넷 상에서 공식적인 다운로드/판매를 시작한 싱글이다. 이 시기 작곡된 곡들은 모두 워렌 쿠쿠룰로와 닉 로즈, 즉 'TV Mania'의 작곡으로 표기되어 있다.
1998년 6월 27일 다이애나 황태자비 추모 공연에서 공연을 가졌다.
2001년 앨범 <Pop Trash>를 발표하였으나 듀란듀란의 커리어 중 최악의 판매량을 세웠다. 몇 년 간 듀란듀란이 부진하다 보니 국내 라이센스반의 말머리는 '20년 이상 음악을 이어 나가는 것이 대단하다. 비록 이전의 명예는 되찾기 힘들어 보이나 수많은 이들이 오고 나가는 팝 음악계에서 음반을 계속 내고 있다는 것에 감사할 따름이다.'라고 평론하고 있다. 한국 라이센스반은 Someone Else Not Me의 에스파냐 어 버전을 별도로 수록하고 있다. 이 앨범에서 발표한 싱글 Someone Else Not Me의 뮤직비디오는 세계 최초의 '처음부터 끝까지 플래시 애니메이션을 사용한' 영상물이다

### 2001 ~ 2006년: 재결합
2001년 오리지널 5명의 멤버 - 사이먼, 존, 닉, 앤디, 로저 5인조로 재결합에 성공한다. 16년 만에 이루어진 이 재결합의 계기는 존이 사이먼에게 전화했고 예전처럼 죽이 맞아 반나절 동안 담소를 떨다 성사되었다는 이야기가 있다. 듣기에 앞뒤가 안 맞지만 본인들 오피셜이다. 이에 따라 그해 봄, 정식 멤버였던 워렌 쿠쿠룰로는 본래 자신의 밴드였던 Missing Person으로 돌아가기로 하여 결별은 우호적으로 진행되는 듯했다. 워렌은 재결합 앨범에서 나온 수익금의 일부로 보상을 받게 되었다. 하지만 2년 후, 듀란듀란의 미국 투어에 초청받았음에도, 매니지먼트 측에 의해 알 수 없는 이유로 거절을 당하자 관계는 악화되었다. 이때, 단 한 통의 팩스로 밴드 퇴출 통보를 받았다는 루머의 일부를 워렌이 직접 확인해 준다.
이는 스티브 말린스가 쓴 비공식 전기에 나온 발언인데, 워렌 본인은 불만이 없었으나, 사이먼 르 봉과 닉 로즈가 워렌의 반응을 두려워하여 편지로 통보가 이루어졌다는 것이었다.
하지만, 워렌은  닉 로즈와는 여전히 좋은 관계를 유지하여, 2013년에는 그와의 사이드 프로젝트인 TV 매니아 앨범이 발매된다.
재결합 후에 여러 차례 '재결합 투어'를 진행했다. 2001년 듀란듀란이 6월 27~28일에 내한한다는 뜬소문이 섰던 바 있다. 실제로 공연 기획이 자세하게 진행되었던 것으로 보아, 스케줄, 개런티 문제로 무산이 난 모양. 이후 6월 17일에 일본 공연이 잡히면서 V Korea 국내 개국 축하쇼가 열리는 6월 18일에 내한하는 게 아니냐는 이야기가 돌았다. 섭외대상 가수 리스트에 있었고, 심지어 내한한다는 기사까지 떴다. 하지만 기사는 오보로 판정이 났으며 결국 또 한번 더 무산되었다.
2004년 2월 11일 38회 수퍼볼 XXXVIII 공연에서, "Wild Boys"가 수백만 명의 사람들을 끌어들였다.
2001년부터 합숙을 시작하여 2004년 재결합 최초의 앨범 《Astronaut》를 발표하였다. 성적은 무난하게 좋았고, 2005년 7월 2일 라이브 8이 열릴 때 로마에서 공연하였다. 또한 라이브 앨범 <Live from London>을 발표하였다. 이렇게 재결합에 성공하고 음반을 내자 'Q 어워드 음악공헌상' 이니 '브릿 어워드 평생성취상' 이라느니 안 팔릴 때는 거들떠도 안 보던 세간이 떠들썩해지기 시작한다. 아이돌 이미지에서 벗어나 떳떳하게 일어선 그들이었다. 비록 예전만큼은 아니었으나, Fab Five는 충분히 유명세를 탔다.

### 2006 ~ 2008년: 'RCM'과 앤디 테일러의 두 번째 탈퇴
5인조의 화려한 귀환도 잠시, 2006년 5인의 오리지널 멤버 중 앤디가 떠나면서 다시 4인조로 앨범 작업을 하게 된다. 앤디가 떠난 사유는 불분명하다. 본인들의 자서전을 참고해도 1980년대 무렵 어떤 사건을 계기로 이미 앤디와 밴드 사이에 갈라진 벽이 컸고, 그 이유로 밴드 멤버들이 모두 그에게서 등을 돌렸다는 것 밖에 유추할 수 없다. 이후 2007년 발매한 앨범 Red Carpet Massacre 활동 시기에 언급이 나온 적은 있으나, 존은 사이먼에게, 사이먼은 닉에게 말을 돌리는 식의 반응을 보인다. "(사이먼)그건 우리 밴드의 비공식 변호인(웃음) 닉 로즈가 대답해 줄 겁니다." 해당 방송에서 사이먼이 앤디와 헤어진 이후 아무 말도 오간 것이 없었다고 발언하였으나 2008년 출간된 앤디 테일러의 자서전에는 분명 그가 사이먼에게 "정말 유감이다. 어떻게 되었는지는 모르겠는데 정말 슬프다고."라는 식의 이메일을 보냈다는 내용이 나온다. 닉은 이후 2009년에 "앤디가 없는 편이 듀란 듀란에게 유익하다. "라며 넌지시 언급한다.
2007년에는 저스틴 팀버레이크, 팀발랜드 등과 함께 작업한 앨범 《Red Carpet Massacre》(이하 RCM)를 발표하였다. 저스틴 팀버레이크와는 2004년 브릿 어워드 시상식에서 인연이 닿아 레코드사가 맺어줬다. 싱글로는 Falling Down, Skin Divers를 발매했는데, 앨범과 싱글 둘 다 성적이 좋지 못했다. 이는 2001년 Pop Trash 이후 밴드의 가장 저조한 성적이며, 라인업을 감안해 보면 사실상 가장 실패한 것이라 봐도 상관 없다. 또한 기본적으로 작곡을 담당하는 존으로서는 팀버레이크와의 작업이 마음에 들지 않았던 모양. RCM 딜럭스 에디션에 첨부된 메이킹 필름에서 닉과 사이먼이 팀버레이크의 음악적 면을 높게 평가하는 장면이 나오는데, 이후 2010년 BBC One Show에서 존이 팀버레이크와 팀발랜드를 비판할 때에는 되려 사이먼이 맞장구를 쳐준다.
2008년 4월 17일 내한하여 올림픽경기장에서 공연하였다. 공연장의 음향 사양이 낮아 2부 일렉트로 세트Electro Set 공연을 진행하지 않았다.
"공연장에 들어선 순간, 죽여주게 섹시한 느낌을 받을 것이다. 특히 우리가 예전에 한국에서 했었던 공연보다 훨씬 더 멋지고, 좀 더 쿨한 공연이 될 것이다."
RCM 활동기간의 1부와 2부 두 공연 의상 모두 2003년경부터 밴드의 담당 디자이너로 일하던 제프리 브라이언트Jaffrey Bryant가 제작하였다.

2008년 앤디 테일러의 자서전 Wild Boy : My Life in Duran Duran이 출간되었다.

### 2009 ~ 2013년: 'AYNIN' 도미닉 브라운과 함께하다
2010년 마크 론슨 등과 작업한 앨범 All You Need Is Now(이하 AYNIN)을 발매하였다. 이 음반으로 듀란 듀란의 판매량은 1억 장을 넘기게 된다.
"듀란듀란의 음반은 Rio 이후부터 잘못되었다." 마크 론슨(The One Show에서 사이먼의 언급)
밴드 초기의 신스팝이 묻어나는 앨범으로, 이는 마크 론슨의 역할이 컸다. 이후 방송 프로그램에서 존이, "예전에 팀버레이크와 팀발랜드, 이렇게 같이 작업했는데, 그 사람들, 줄 있는 악기를 딱 보고서는, 어떻게 해야 할지 감을 못 잡더라. 반면에 이번에 마크 론슨, 이 친구는 어떻게 해야 하는지 잘 알고 있었다." 하고 마크 론슨을 극찬하며, "우리는 예전으로 정말 많이 돌아가야 했다."라고 언급한다.

2011년 Duran Duran : Unstaged에서 밴드 마이 케미컬 로맨스의 보컬 제라드 웨이가 등장하여 Planet Earth를 불렀다.
2012년 존의 자서전 In The Pleasure Groove : Love, Death, and Duran Duran 이 출간되었다.
2012년 3월 12일에 올림픽경기장에서 내한공연을 진행했다.
2012년 6월 스티브 아오키가 Hungry like the Wolf를 EDM의 형식으로 리믹스하였다.
2013년, 1995년 진행되었던 닉 로즈와 워렌 쿠쿠룰로의 사이드 프로젝트 밴드 TV Mania가 "Bored with Prozac and Internet?" 을 온라인 발매하여 다시 떠올랐다.

### 2014 ~ 2018년: 'Paper Gods' 시기
2015년 허드슨, chic의 나일 로저스, 마크 론슨 등과 함께 작업한 앨범 <Paper Gods>를 발표하였다. 음반은 발표 첫 주에 빌보드 차트 10위를 기록하며 "그들이 (오디네리 월드 이후로) 22년만에 해냈다"라는 반응을 얻었다. 싱글로는 "Last night in the City" "Pressure Off"를 발표하였다. Q 어워드에서 아이콘상을 받았으며, BBC IHeartRadio 라스베가스 뮤직페스티벌 2015에도 출연하였다.
"닉에게 물었다. '요즘 노래 들어봤더니 베이스 기타 소리가 없는 것 같아.' 그가 대답하기를 '베이스 신디사이저라는 건데 한 수 가르쳐 줄까' 하더라." 존, Duran Duran Talks Paper Gods

Last night in the city는 EDM의 성격을 많이 띄어 팬들에게 호감을 얻지는 못했다. 베이스 기타의 음색 대신 베이스 신디사이저를 도입했기 때문이기도 하다. 다만 Pressure off는 무난한 인기를 끌었다.
이 시기 로저는 밴드 일과는 별개로 DJ 일을 시작했다. 나일 로저스와 함께 Pressure off 펑크 풍 리믹스를 제작하기도 했다.
Paper Gods 활동시기의 후반부는 아시아와 남미에 힘을 쏟았다. 최근 남미에서 재부상 중이기도 하다. 2017년 4월 남미의 록페스티벌 Lollapalooza에서 아르헨티나와 브라질을 찾아 공연을 진행했다. 2017년 9월 9년 만에 일본을 다시 찾아 공연했다. 일본 내에서 인지도가 비교적 타 국가에 비해 높기에 5만 명 단위의 공연을 진행했고 비공식 라이브 앨범도 발매됐다.

#### 영국 법원, 듀란 듀란의 미국 종결권 주장 불인정
2017년 자신들이 10대 시절 창작했던 음악들에 대해 미국 연방저작권법상의 종결권(termination right)을 행사하여 저작권을 회복하려던 시도가 있었다.
1980년대 듀란듀란의 멤버들은 자신들이 창작한 음악저작물에 대해 선지급 로열티를 받기로 하고 그에 대한 저작권을 영국 음반사 Gloucester Place Music(Sony/ATV 소유)(이하, 글로스터)에게 모두 이전하는 계약을 체결하였다. 계약 기간 동안 그들은 Girls on Film, Rio, A View to Kill and Hungry Like the Wolf 등 인기곡을 포함해 총 38곡의 음악을 작사, 작곡하여 해당 음악에 대한 저작권을 모두 글로스터에게 양도하였다.
이후 2014년 듀란 듀란과 앤디 테일러는 미국 연방저작권법에 규정된 종결권에 따라 저작권 이전 계약을 종결하겠다고 저작권자인 음반사 글로스터에게 통지하였다. 이에 글로스터는 듀란듀란을 상대로 계약 위반소송을 영국 법원에 제기하였다. 글로스터 측은 듀란듀란과 체결한 저작권 양도 계약은 영국법을 기반으로 한 것으로 듀란듀란이 미국법상의 권리를 행사할 수 없다고 주장하였다.
"우리는 30년도 더 전에, 아무것도 모르는 10대로서 계약서에 서명했다. 만약 이 판결이 검토되지 않는다면, 우리 세대의 모든 작곡가들에게 매우 좋지 않은 전례가 될 것이다." 닉 로즈

영국은 저작권 계약과 관련하여 계약자유의 원칙을 고수하고 있으며 종결권에 관한 규정을 두고 있지 않다. (다만 상속인은 저자 사망 후 25년이 경과하면 저작권을 회복할 수 있다.) 이 사건을 맡은 영국 고등법원의 리처드 아놀드 판사는 듀란듀란이 미국 연방저작권법 제203조에 근거하여 종결권을 행사하였으나 양 당사자가 체결한 계약은 영국법의 적용 대상이므로 해당 종결권 주장은 받아들일 수 없다고 판결을 내렸다. 따라서 듀란듀란의 계약 종결 통지는 당사자 간의 계약을 위반한 것에 해당하며, 또한 저작권 양도 계약 내용을 분석해 볼 때 당사자들의 의도는 듀란듀란이 창작한 음악들에 대한 모든 저작권을 저작권 보호 기간(제작자 사후 50년) 동안 글로스터측이 보유하는 것으로 해석하는 것이 타당하다고 선언하였다.

### 2018 ~ 현재
2017년 12월 사이먼은 2020년 7월 16일 새로운 음반과 함께 컴백할 것이라고 밝혔다. 이에 대해 2020년 7월 16일은 밴드에 사이먼까지 들어와 5인조 라인업이 결성된 지 40주년이 되는 날이다. 2003년의 경우 78년 기준으로 25주년 기념을 했으면서 현재는 2018년에 40주년 기념을 하지 않고 왜 2020년에 40주년 음반을 내냐는 식의 논란이 있었다.
2018년 11월 26일자 공식 트위터에 15번째 스튜디오 앨범 작업에 들어갔다는 내용이 기재되었다. 도미닉 브라운, 마크 론슨과 함께 작업 중이다.
2019년 3월 28일 2019년 로큰롤 명예의 전당 퍼포머스 부문에 록시 뮤직이 헌액됨에 따라 그들의 헌액자를 맡게 되었다.

## 레이블
- 1980–1999년: EMI/캐피틀 레코드/팔로폰
- 1999–2001: 할리우드 레코드
- 2001–2004: Unsigned
- 2004–2009: 에픽 레코드/소니 BMG
- 2010–2012: Tapemodern/S-Curve Records
- 2015–현재: 워너 브라더스 레코드

## 멤버

### 현 멤버
- 사이먼 르 봉 - 리드 보컬 (1980~)
- 존 테일러 - 베이스, 백그라운드 보컬 (1980~1997; 2001~) 메인 기타, 백그라운드 보컬(1978~1980)
- 닉 로즈 - 키보드, 백그라운드 보컬, 사운드 이펙트 (1978~)
- 로저 테일러 - 드럼, 퍼커션 (1979~1986; 2001~)
- 도미닉 브라운(세션) - 메인 기타, 백그라운드 보컬 (2006~)

### 전 멤버
- 스티븐 더피 - 리드 보컬, 드럼 (1978~1979); 베이스 (1978)
- 사이먼 콜리 - 베이스 (1978~1980)
- 앤디 위켓 - 리드 보컬 (1979~1980)[57]
- 알란 커티스 - 메인 기타 (1979~1980)
- 제프 토마스 - 리드 보컬 (1980)
- 앤디 테일러 - 메인 기타, 백그라운드 보컬 (1980~1986; 2001~2006)
- 워렌 쿠쿠룰로 - 메인 기타, 베이스, 백그라운드 보컬 (1989~2001)
- 스털링 켐벨 - 드럼 (1989~1991)

## 음반 목록

### 정규 음반
- 《Duran Duran》 (1981년)
- 《Rio》 (1982년)
- 《Seven and the Ragged Tiger》 (1983년)
- 《Notorious》 (1986년)
- 《Big Thing》 (1988년)
- 《Liberty》 (1990년)
- 《Duran Duran (The Wedding Album)》 (1993년)
- 《Thank You》 (1995년)
- 《Medazzaland》 (1997년)
- 《Pop Trash》 (2000년)
- 《Astronaut》 (2004년)
- 《Red Caepet Massacre》 (2007년)
- 《All You Need Is Now》(2010년)
- 《Paper Gods》(2015년)
- 《Future Past》(2021년)

### 라이브 음반
- 《Arena》 (1984년)
- 《Live from London》 (2005년)
- 《Live at Hammersmith '82!》 (2009년)
- 《A Diamond in the mind : Live 2011》 (2012년)

### 편집반(컴필레이션)
- 《Decades : Greatest Hits》 (1989년)
- 《Greatest》 (1998년)
- 《The Essential Collection》 (2000년)
- 《The Biggest and the Best》 (2012년)

### 리믹스 음반
- 《Night Versions》 (1998년)
- 《Strange Behaviour》 (1999년)

### Box Set
- 《Singles Box Set 1981 - 1985》 (2003년)
- 《The Singles 1986 - 1995》 (2004년)

## 범장르성
긴 시간 동안 다양한 장르의 음반을 작곡하다 보니 듀란 듀란이 록 밴드인가 팝 밴드인가 하는 얘기가 많다.  팝이라고 보기에는 대중성보다 "내 마음대로 하라지" 성향이 짙은 편이나 또 록이라고 보기에는 모호한 부분이 있다. 듀란 듀란의 80년대 초 뉴웨이브 음색부터가 존, 앤디의 영향을 받은 펑크 록(포스트 펑크) + 디스코 + 전자 음악의 결과물이며 사이드 프로젝트 시기에 각각 펑크 록과 신스팝을 선보인다. 90년대부터 얼터너티브 록을 개척하면서 힙합의 영향을 받고, 90년대 말 일렉트로닉 록, 2000년대 들어 팝 혹은 팝 록, 댄스 록, 2010년대부터 신스팝, 일렉트로 팝, 일렉트로닉 록으로 이어져 나갔다.
본인들도 범장르성을 얘기한 바 있어, 특정 장르에 매달리거나 하지 않는다. 존은 80년대 자신들의 뉴웨이브 이미지를 탈피하고 싶다고도 얘기한다.

## 영향력
현대의 음악가 중에서는 더 킬러스, 프란츠 퍼디난드, 패닉! 앳 더 디스코 등이 이들의 음악에 영향을 받았으며, 마크 론슨은 그가 9살 때 처음 듀란듀란 공연을 관람했을 때부터 팬이었고(현재는 존과 단둘이 여행 가는 정도의 절친이다) 저스틴 팀버레이크 역시 광팬이라고 언급한 적 있다.
그룹 방탄소년단의 프로듀서 방시혁이 명견만리 67회(2018년 2월 23일) '방탄소년단과 K-POP의 미래'에서 어릴 때 우상이 듀란듀란이었으며 '얼굴도 잘생겼고 실력도 좋은' 이들이 그룹 방탄소년단의 영감이 되었다고 밝혔다. 듀란듀란 공식 인스타그램에서 2018년 5월 31일에 명견만리 방송 장면을 올리며 언급한 바 있다.
힙합 장르에서도 듀란듀란의 노래를 기용하는 경우가 있는데 그 예로 래퍼 노토리어스 B.I.G의 노래 Notorious B.I.G는 듀란듀란의 노래 Notorious를 샘플링했다. 인디 밴드 5 세컨즈 오브 서머의 노래 Hey Everybody! 또한 듀란듀란의 노래 Hungry Like the Wolf를 샘플링했다.

### 타 매체에의 등장
2000년도 이후로 드라마 및 영화에서 언급을 많이 찾아볼 수 있게 되었다. 존 카니 감독의 영화 싱 스트리트(2016)에서 처음으로 나오는 노래가 듀란듀란의 Rio이다. 타이카 와이티티 감독의 영화 토르:라그나로크(2017)에서 브루스 배너 박사가 듀란듀란 Rio 앨범 커버 티셔츠를 입고 나온다. 듀란듀란 공식 트위터에서도 2017년 11월에 언급한 바 있다. 스티븐 스필버그 감독의 영화 레디 플레이어 원(2018)의 수많은 이스터에그 중 듀란듀란이 등장한다. 중반쯤 주인공이 거울을 보며 자신의 복장을 고를 때 "듀란듀란?" 이라고 말하는 장면. 오리지널 사운드트랙에 Union Of the Snake, Wild Boys 등이 수록되어 있다. 이스터에그 포스터의 왼쪽 위에서도 듀란듀란을 볼 수 있다. 마크 길 감독의 영화 잉글랜드 이즈 마인(2018)에서는 듀란듀란의 1983년도 투어 포스터가 홀 입구 벽면에 붙어 있는 것을 볼 수 있다.
비디오게임 및 애니메이션계에서도 듀란 듀란을 찾아볼 수 있다. 애니메이션 스피드그래퍼의 주제가로 듀란듀란의 Girls on Film 일본어 버전이 차용되어 일본에서 한 번 떠올랐고. 비디오게임 데빌 메이 크라이의 주인공 단테의 비주얼 모델은 존 테일러이다. 비디오게임 디 이블 위딘 2의 엔딩음악은 Ordinary World를 HitHouse가 커버한 버전이다. 비디오게임 와치독 2의 바이아레나 거리에 위치한 라디오 스테이션 중 Bay City Pop에서 듀란듀란의 노래 Planet Earth가 등장한다. 오리지널 사운드트랙에도 수록되어 있다. 비디오게임 슬리핑 독스에는 Girls On Film의 Night 버전이 등장한다. 음악관련 비디오게임 기타 히어로 5에 듀란듀란의 Hungry Like The Wolf가 수록되어 있다. 기타 히어로와 비슷한 시리즈물인 비디오게임 DJ 히어로 DLC에 듀란듀란의 Girls On Film과 레이디 가가의 Poker Face 믹스가 수록되어 있다. (2011년 공연에서 듀란듀란은 Poker Face를 부른 바 있다.)
노래 가사에도 등장한다. 그룹 015B의 2012년 디지털 싱글 '80'에서도 '듀란듀란이 얼마나 멋있었는지 너희들을 모를걸'이라는 가사가 나오며. 가수 자우림의 노래 20세기 소년소녀에는 '마돈나의 가슴, 듀란듀란의 노래'라는 가사가 등장한다.
유명 프로 격투기 선수 미르코 크로캅의 등장 음악이 듀란듀란의 Wild Boys이다. 그의 매니저가 추천해 주었다.

## 마약 복용 논란
닉의 언급에 따르면 밴드의 가장 악질적인 약쟁이는 앤디였고, 본인 자서전에 따르면 존이라고 만만치는 않다.(그의 경우 약물보다는 알코올과 섹스 중독에 가깝다고 볼 수 있으나, 해당 부분은 존 테일러 항목에 기재 바람.) 닉과 로저를 제외하면 사이먼 포함 모두 복용자였다. (적어도 이 두 사람은 주기적 복용자가 아니었다. 그 예로 닉은 "많은 사람들이 복용하는 걸 봤는데, 다 부질없는 일이다..." 라고. )
이들은 1980년대 초부터 코카인을 사용해 왔고 2집 Rio를 녹음하면서부터 코카인 과다복용을 시작했다. 그런 가운데 쓰인 곡 Hold Back The Rain의 가사 일부는 사이먼이 존의 호텔룸에 끼워 놓았던 쪽지에 적힌 내용이었다. "그가 너무 많이 마시고, 과도한 약을 했다."라는 말과 함께 사이먼은 이 이야기를 털어놓았다.
"약? 비틀즈도 했고, 롤링 스톤즈도 했고, 더 클래시도 했는데 하고 싶어지지 않았겠는가." 존 테일러, BBC 다큐 'Wild Boys: The Story of Duran Duran' (2000년) 中

“프랑스 파리 아테네 호텔의 스위트룸에서 자고 있는데 듀란듀란 관계자 한 명이 헐레벌떡 달려왔다.'일이 터졌어. 나쁜 뉴스야.' 그가 내민 신문의 1면에는 듀란듀란의 사진이 실려 있었다. 기사의 헤드라인은‘코카인에 미친 듀란듀란’이었다.”앤디 테일러, Wild Boy 中

결국 이 사태가 터지고, 밴드가 데뷔한 럼러너 클럽 대신 그 자리에 힐튼 호텔이 세워지게 된다. 사이먼과 앤디는 경찰 조사를 받아야 했다.
이후 1984년 Arena 활동 시기에 '보드카병 사건Vodka bottle Incident'라고 불리는 사건이 존에게 찾아온다. 마약에 취해서 깨진 보드카병 위에서 춤을 춘 것.  앤디는 자서전에서 '바닥에는 혈흔이 낭자했고 그가 무슨 일이 일어났는지도 모르는 채 고통에 겨워 울부짖고 있었다' 며 '락 닥터가 존의 발을 수술하고 모르핀을 주사함과 동시에 의식을 유지하기 위해서 코카인을 들이키게 했다'는 언급을 한다.
"부탁하지 않아도 (마약이) 늘 그자리에 있었다. 매일 술을 마시고 코카인을 흡입했다. 음식은 별로 먹지 않았다. 마약을 하는 것 - 그것이 나의 다이어트 방식이었다. 마약이 내 인생을 지배하고 있었다. 너무나 무섭고 괴로운 일이었다. 그래서 모든 것이 싫어졌다. 마약도, 술도, 여자도, 밴드도. 듀란듀란의 팬이길 그만뒀다. 정말 싫었다." 존 테일러, Sunday Mirror 지 인터뷰 中

Fab Five가 해체되기 시작한 이유도 마약이었고, 이들은 유명 인사가 되는 것의 중압감이 마약을 하게 된 이유라고 토로했다. 현재는 1994년 12월에 존이 재활원 치료를 마친 것을 마지막으로 모두 마약을 끊은 상황이다.

## 여담

### 팬덤
한국에서 80년대에 결성된 '듀라니스'는 한국의 (당시 활동을 멈춘) 비틀즈를 제외한 최초의 가수 팬클럽이었고, 국내 팬클럽 문화의 초석을 다지는 역할을 했다. (영미권에서도 듀란듀란의 팬을 '듀라니Duranie' 라 칭하고 팬덤은 '듀라니스Duranies'로 표현을 통용한다.) 보통 듀라니스를 1기 팬클럽이라고 지칭한다. 89년도 내한 당시 팬클럽 회장이 손수 멤버들에게 한복을 입혀줬다. 닉과 사이먼은 아직도 한복을 가지고 있다고 한다. 90년대의 Extraordinary Duranjin은 잡지로 가입 가능했고 두 달 간격으로 밴드의 소식지를 발매하는 등 체계적이었으나, 1997년 존 테일러의 탈퇴로 팬클럽을 해체하게 된다.
1993년 Duran Duran(The Wedding Album)의 트랙 중 'Sin of the City'에 수록된 한국어 대화를 녹음한 사람은 국내 팬 중 한 명이다. 스튜디오에서 대화를 나누던 중 닉이 한국어의 느낌이 좋다고 생각해 차용하였다. 수록된 대화 내용은 '차도 못 만 드는 게 ....' 등의 내용이다.
현재 국내 팬커뮤니티는 1999년 7월 개설된 다음 듀란듀란 카페와 (약 10년 전까지는 공식 팬클럽 정도의 영향력을 발휘하여, 2008년 내한공연 때에는 듀란듀란 공식 측에서 표 공동구매 등을 지원해주었다.) 2003년에 개설된 네이버 카페 듀란듀란 카페가 있다.
국내 팬 사이트는 MEET EL DURAN DURAN (FANSITE IN KOREA)가 운영 중이다.

### 기네스 세계 기록 보유
1980년대 초에 '세계에서 가장 큰 콘서트 전 소음'으로 기네스 세계기록에 등재되었다. 공연 직전 팬들의 함성이 세계에서 제일 컸다고 보면 된다. 이는 호주에서 기록되었다.
닉 로즈가 항상 자랑스럽게 얘기하는 이야기이다. 2011년 공식 사이트의 '팬들의 함성이 달라졌다'라는 제목의 글에서도 그의 언급을 볼 수 있다.
2018년 기네스북에 '세계 최초로 영국 차트에서 1위를 한 007 영화의 주제가' 부문에서 샘 스미스의 'Writings on the Wall'이 기록되었다. 듀란듀란의 'A View To A Kill'은 유일하게 미국 차트 1위를 달성한 007 시리즈 주제가였으나 영국 차트에서는 끝내 2위에 머무르는 바람에 해당 부문은 33년 뒤에나 기록되게 되었다.

### LGBT 지지표명
당시 노스캐롤라이나에서는 HB2가 막 제정된 상태였는데(성명서 참조), 이를 두고 주 내에서 논란이 들끓었다. 그러자 2016년 4월 16일 공연 예정이었던 듀란듀란은 법 제정에 반대의 표시로 공연을 취소하려 했으나 그 대신 무지갯빛 미국 국기를 띄운 채 다음과 같은 성명서를 발표하였고, 그 자신들도 스테이지 위에서 청원서에 서명하였다. 공연 2일 전 지지 성명서가 텍스트로도 업데이트되었다.
"이 주(노스캐롤라이나)에 불어닥친 폭풍과도 같은 최근의 일에 존경을 표하며, 이번 토요일 공연의 취소여부를 고려했었습니다. 그러나 우리의 팬들, 그리고 이 이슈에 저희만큼이나 강한 감정을 느끼는 노스 캐롤라이나 주의 사람들을 위해 진행하기로 결정하였습니다. 저흰 이를 지지 성명서를 발표할 기회라 보았습니다."

"다시 이야기로, 온 역사에서 인종을 망라하고 오랜 시간 보였던 케케묵은 편견, 공포와 압박, 그런 종류의 낡은 것들로 돌아갑시다. 우리 듀란 듀란은 편협한 생각, 그리고 이 모든 추한 형태의 차별을 반대합니다. 이는 저희가 HB2(House bill 2-트랜스젠더의 성 정체성을 인정하지 않고 출생 시의 성으로 화장실 등을 출입하게 하는 당시 제정된 노스캐롤라이나의 법)의 전제에 반대함을 뜻하죠. 저희는 레즈비언, 게이, 바이섹슈얼 그리고 트랜스젠더 커뮤니티의 평등한 기회를 얻기 위한 권리를 지지합니다. 저희는 그들의 자유롭고, 행복하고, 성취된 삶을 살 권리를 지지합니다."

"만약 이 주에 주거하고 계시며, 같은 감정을 느끼신다면 이에 등록해주십시오. 당신이 투표할 수 있도록, 당신의 목소리가 들리도록 말입니다. 4월 25일 발표될 이 청원에 서명해주십시오. 당신은 구식의, 그리고 잔인한 이 법률 제정을 폐지할 힘을 가지고 있습니다."

## 관련 사이트
- 듀란 듀란  - 공식 웹사이트
- 듀란 듀란 - 공식 스토어
- 듀란 듀란 - X
- 듀란 듀란 - 페이스북
- 듀란 듀란 - 인스타그램
- 듀란 듀란의 채널 - 유튜브
- 듀란 듀란의 채널 - 유튜브 / VEVO

- 국내 팬 사이트- MEET EL DURAN DURAN (FANSITE IN KOREA)
- 국내 팬 커뮤니티 - 네이버 카페 다음 카페